# Acronicta subpurpurea
Acronicta subpurpurea là một loài bướm đêm trong họ Noctuidae.